# Astragalus aureus
Astragalus aureus es una especie de planta del género Astragalus, de la familia de las leguminosas, orden Fabales.
Fue descrita científicamente por Carl Ludwig Willdenow.